# コンゴ共和国の言語
コンゴ共和国の言語（英語: Languages of the Republic of the Congo)では、コンゴ共和国における言語事情について記す。
コンゴ共和国の公用語は、フランス語である。また、ほかに話されている言語の中で主要なものは、バントゥー語群に属している。また、コンゴ共和国の二つの国語はキトゥバ語と、リンガラ語である。それに次いで多い言語がムボシ語と、バテケ語である。また、ほかの40以上の言語がピグミーの言語である。なお、ピグミーの言語はバントゥー語群には含まれない。
コンゴ共和国に住む人のうち、約30パーセントがフランス語を話す 。Omar Massoumouの調査によると、15歳以上で、ブラザヴィルに住む人のうちの88パーセントがフランス語の簡単なフレーズを書くことができる。
キトゥバ語はコンゴ語を簡単にしたもののため、コンゴ語の方言を使う人にとっては理解がしやすいため、この言語をブラザヴィルとコンゴ共和国南部のポワントノワールを結ぶ鉄道沿いに住む人の50.35パーセントが使う。また、大統領のドニ・サスヌゲソはリンガラ語を使い、この言語はまた、北部や東部で使われている。
バテケ語は、約18パーセントの人に使われ、プラトー地方や西キュヴェト地方などの大部分で使われる。
ラリ語は、コンゴ語やテケ語の慣用句を混ぜてプール地方の大部分で話されている。また、国内で多く使われている手話は、ナイジェリア手話だが、土着の慣習やジェスチャーに影響されている。